# HD 157599
HD 157599，又名CD-5110881，SAO 244749、HR 6475，是一颗恒星，视星等为6.19，位于銀經338.56，銀緯-9.29，其B1900.0坐标为赤經17h 19m 0.5s，赤緯-51° -9.29′ 32″。